# Ignác Preissler

Ignác Preissler - Pohár, Clevelandské muzeum umění

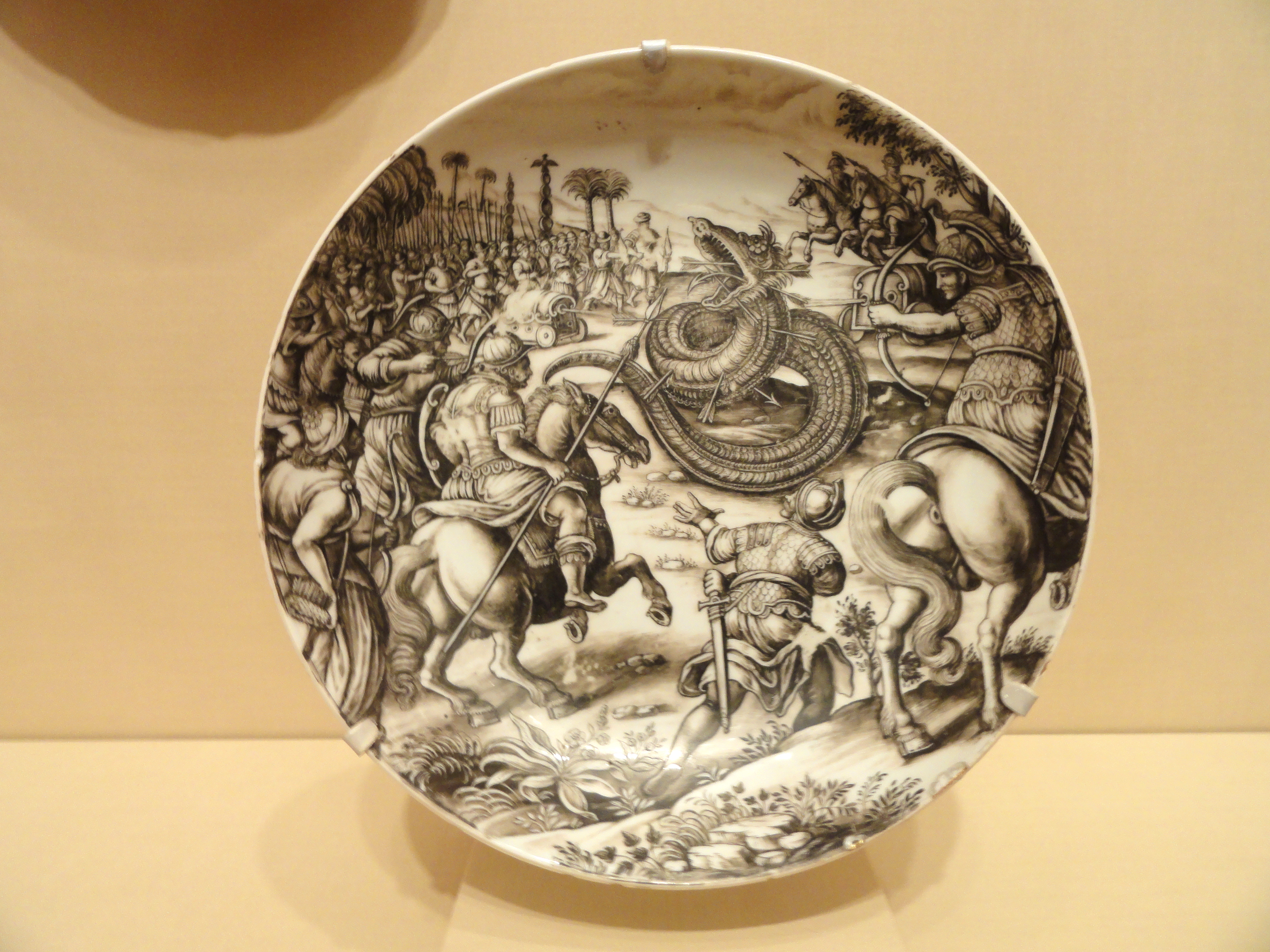
Talíř s vyobrazením Atila Regula bojujícího s hadem, Ignác Preissler

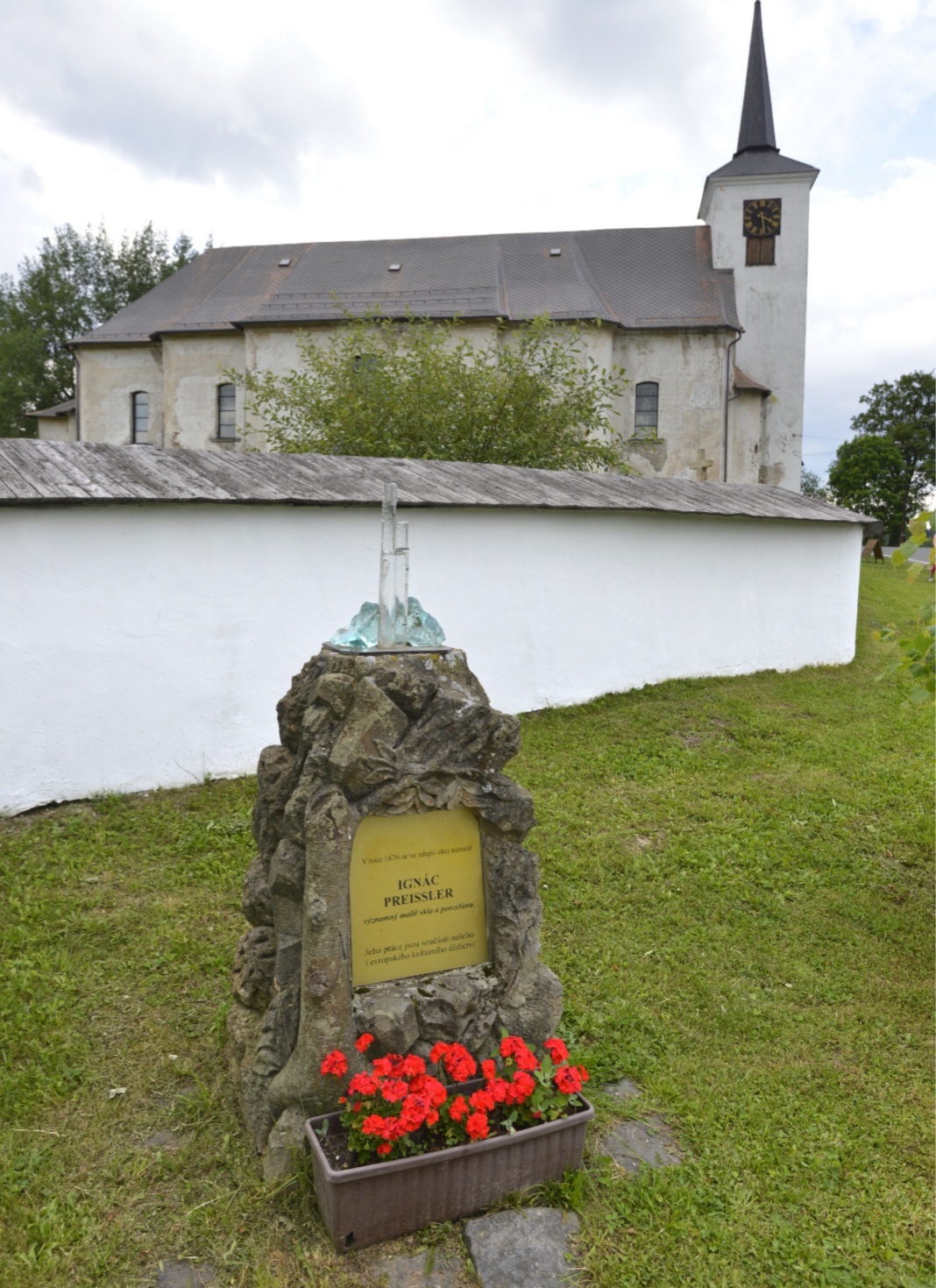
Pamětní deska Ignáce Preisslera v Kunštátě (Orlické Záhoří)

Ignác Preissler (také Preussler nebo Preißler; kolem 1676–1741) byl český malíř skla a porcelánu z období baroka.

## Život
Ignác Preissler se narodil do sklářské rodiny Preusslerů. Tato rodina patřila k jedné z nejvýznamnějších rodin sklářů v Českých zemích. Není zcela jisté, odkud přesně pochází, ale předpokládá se, že má původ buď v Sasku nebo v Krušných horách. První zmínka o pobytu rodu v Čechách je z 16. století, kdy Preuslerové pracovali ve sklárně v Chřibské.
Ignác se narodil v Orlických horách a žil se svým otcem Danielem Preisslerem v Kunštátě. Není známo, kdy se Ignác přesně narodil, jelikož dříve nebylo obvyklé datum narození zaznamenávat. Jeho otec ho od mala vedl ke sklářství, protože i on sám byl malířem skla. Preisslerovi se později podařilo získat práci malíře skla a porcelánu pro rychnovského majitele panství Františka Karla Libsteinského z Kolowrat. Zde přibližně 200 kusům nádobí dodal jedinečnou podobu.

## Dílo
Ignác Preissler vždy používal pouze červenou a černou barvu, jelikož tvrdil, že tyto dvě barvy jsou pro malbu ty nejvhodnější. Maloval na šálky, džbány či talíře z čínského nebo evropského porcelánu a na sklenice nebo láhve z českého skla. Využíval techniky, které se naučil od svého otce. Jeho oblíbenými vzory byly erby s květinovými ornamenty nebo alegorické náměty. To, že se v první polovině 18. století asijské umění prohnalo Evropou, mělo jednoznačně vliv i na umění Preisslera. Na jeho malbách se objevují postavy Asiatů, ptačí motivy nebo asijské vzory. Všechna jeho díla se mohou chlubit velkými detaily a přesností. Typickým znakem pro Preisslera je podpis na samotném díle, což v jeho době bylo nevšední.
Od konce 19. století až po začátek 20. století daroval Vojtěch Lanna průběžně přibližně 80 předmětů z Preisslerovy tvorby Uměleckoprůmyslovému muzeu v Praze.
Preissler byl jedinečným barokním umělcem. Jeho díla se dnes nachází v muzeích po celém světě. Za zmínku stojí Kunsthistorisches Museum ve Vídni, J. Paul Getty Museum v Los Angeles, Birmingham Museum & Art Gallery nebo Glassmuseum Passau a Clevelandské muzeum umění.

## Zajímavosti

### Výstava v Muzeu východních Čech
V roce 2007 se v Muzeu východních Čech v Hradci Králové uskutečnila výstava ‚‚Ignác Preissler (1676–1741); malíř skla a porcelánu‘‘, kde byla k vidění tvorba Ignáce i Daniela Preisslera. Autorkou výstavy byla prom. hist. Helena Brožková.

### Výstava v Uměleckoprůmyslovém muzeu
Výstava děl otce a syna Preisslerů probíhala například i v Uměleckoprůmyslovém muzeu v Praze v roce 2009. Muzeum k tomu vydalo knihu s názvem Daniel a Ignác Preisslerové: Barokní malíři skla a porcelánu. Autory jsou Helena Brožková, Jaroslav Šůla a Eva Rydlová.

## Pomník
Ve vesnici Kunštát, která je dnes součástí obce Orlické Záhoří, se nachází kamenný pomník Ignáce Preisslera hned vedle barokního kostela sv. Jana Křtitele a hřbitova. Na horní části památníku si lze povšimnout skla. Sklo a porcelán měly pro Ignáce jistě velký význam a doprovázely ho celý život.
Přes pomník prochází turistické značené trasy 4325 a 7341.